# Maksymilian Koenig
Maksymilian Koenig (ur. 2 września 1901 w Hajdukach zm. 22 grudnia 1978 w Chorzowie) – piłkarz grający na pozycji napastnika (najczęściej lewy i prawy łącznik).
Z zawodu elektryk, pracownik zajezdni tramwajowej. Posiadał skromne warunki fizyczne – 170 cm wzrostu i 70 kilogramów wagi. Był wychowankiem klubu BBC Hajduki (1918–1921). Najlepsze lata jego kariery przypadają na grę w Ruchu Chorzów, w okresie od 1922 do 1928. W 1926 roku na krótko przeniósł się do Sparty Piekary. Wystąpił w finałach Mistrzostw Polski w 1922 roku (zagrał 6 spotkań, strzelając 4 bramki). Zdobywca czterech pierwszych goli dla Ruchu w oficjalnych meczach o mistrzostwo Polski na szczeblu centralnym. Był niezawodnym egzekutorem rzutów karnych. Był starszym bratem Franciszka oraz stryjem Rudolfa, także graczy chorzowskiego Ruchu.